# Otto von Knobelsdorff
Otto Heinrich Ernst von Knobelsdorff (31 de marzo de 1886-21 de octubre de 1966) fue un General alemán durante la II Guerra Mundial quien lideró la 19.ª División Panzer y después asumió una serie de altos comandamientos. Recibió la Cruz de Caballero de la Cruz de Hierro con Hojas de Roble y Espadas.

## Biografía
Nacido en Berlín en 1886, Knobelsdorff se unió al ejército del Imperio alemán en 1905 como Fahnen-junker (oficial cadete) y sirvió en la infantería. Recibió la Cruz de Hierro por dos veces durante la I Guerra Mundial, después sirvió en la rama Heer (Ejército) de la Wehrmacht. Era jefe del estado mayor del XXXIII Cuerpo cuando estalló la II Guerra Mundial. Un generalmajor, se le dio el mando de la 19.ª División de Infantería el 1 de febrero de 1940 y la lideró a través de la Batalla de Francia y durante la subsiguiente ocupación. En octubre, la división fue retirada a Alemania para su conversión. Fue redesignada como la 19.ª División Panzer y Knobelsdorff, fue promovido a generalleutnant a finales de 1940, viendo su mando la transición de infantería a tanques.
Con Knobelsdorff todavía al mando, la división fue enviada a Rusia como parte de la Operación Barbarroja y luchó en las afueras de Moscú. A principios de 1942, fue comandante en funciones del X Cuerpo de Ejército y cumplió el mismo papel para el II Cuerpo de Ejército a mediados de 1942, cuando fue envuelta en el saliente de Demyansk. Después comandó el XXIV Cuerpo Panzer, todavía en funciones, antes de recibir un papel permanente como líder del XXXXVIII Cuerpo Panzer desde finales de 1942 a finalies de 1943, aunque pasó tres meses fuera de las líneas de combate durante este tiempo. Ahora como General der Panzertruppe (General de Tropas Panzer), durante este periodo recibió las hojas de roble de la Cruz de Caballero de la Cruz de Hierro que le había sido concedida en 1941 mientras lideraba la 19 División Panzer y la Cruz Alemana en oro.
Competente como líder de formaciones blindadas, Knobelsdorff recibió el mando del 1.º Ejército en septiembre de 1944, sirviendo en Francia durante ese tiempo. Aunque recibió las Espadas a su Cruz de Caballero el mismo mes, demostró ser menos eficiente a este nivel y finalmente fue relevado en noviembre de 1944 por resistirse a los esfuerzos de Adolf Hitler de transferir los tanques del 1.º Ejército en apoyo de la ofensiva de las Ardenas. Terminó la guerra sin otro mando. En la vida posterior, escribió Geschichte der niedersaechsischen 19. Panzer-Division, una historia de la 19.ª División Panzer que fue publicada en 1958. Murió en Hannover en 1966.

## Carrera militar – Ascensos
- Fahnenjunker (Cadete) – 25 de abril de 1905
- Leutnant (Teniente) – 18 de agosto de 1906
- Oberleutnant (Teniente Primero) – 18 de noviembre de 1914
- Hauptmann (Capitán) – 22 de marzo de 1916
- Major (Mayor) – 1 de febrero de 1929
- Oberstleutnant (Teniente Coronel) – 1 de junio de 1933
- Oberst (Coronel) – 1 de junio de 1935
- Generalmajor (Mayor General) – 1 de enero de 1939
- Generalleutnant (Teniente General) – 1 de diciembre de 1940
- General der Panzertruppen (General de tropas blindadas) – 1 de agosto de 1942

## Condecoraciones
- Cruz de Hierro (1914) 2.ª Clase & 1.ª Clase[2]
- Broche de la Cruz de Hierro (1939) 2.ª Clase & 1.ª Clase[2]
- Cruz Alemana en Oro el 16 de febrero de 1943 como General der Panzertruppe en el XXXXVIII Cuerpo Panzer[8]
- Cruz de Caballero de la Cruz de Hierro el 17 de septiembre de 1941 como Generalleutnant y comandante de la 19.ª División Panzer[7]
  - Hojas de Roble a la Cruz de Caballero el 12 de noviembre de 1943 como General der Panzertruppe y comandante del XXXXVIII Cuerpo Panzer[7]
  - Espadas de la Cruz de Caballero el 21 de septiembre de 1944 como General der Panzertruppe y comandante general del XXXX Cuerpo Panzer[7]
- Orden de los Caballeros de San Juan del Hospital de Jerusalén – Cruz de los Caballeros de la Ley (Prusia)
- Orden de los Caballeros de San Juan del Hospital de Jerusalén – Cruz de Honor de los Caballeros de la Ley (Prusia)
- Orden de la Casa Ducal Sajonia-Ernestina, Comandante de II Clase (Sajonia)
- Orden de la Casa del Halcón Blanco - Caballero de II Clase (Sajonia)
- Cruz de Guerra Guillermo Ernesto (Sajonia)
- Insignia de herido en negro de 1918
- Medalla conmemorativa del 1 de octubre de 1938
- Mención de su nombre en el Informe de la Wehrmacht (1.ª vez) – 20 de febrero de 1943
- Mención de su nombre en el Informe de la Wehrmacht (2.ª vez) – 8 de junio de 1944
- Medalla "Batalla de invierno en el Este 1941/42"
- Premio de la Wehrmacht de 4.ª Clase por 4 años de Servicios
- Premio de la Wehrmacht de 3.ª Clase por 12 años de Servicios
- Premio de la Wehrmacht de 2.ª Clase por 18 años de Servicios
- Premio de la Wehrmacht de 1.ª Clase por 25 años de Servicios
- Cruz al Mérito Militar de 3.ª Clase (Austria)
- Cruz al Mérito de Guerra con cinta de combate de 1.ª Clase